# 阿貝巴拉
阿貝巴拉（法語：Abeïbara），是馬里的城鎮，位於該國東北部，由基達爾區負責管轄，是阿貝巴拉省的首府，面積8,320平方公里，2009年人口4,585，人口密度每平方公里0.55人。
19°21′0″N 1°50′42″E / 19.35000°N 1.84500°E